# Костровицкая, Вера Сергеевна
Ве́ра Серге́евна Кострови́цкая (родилась 3 (16) января 1906 года, Санкт-Петербург, Российская империя — умерла 27 сентября 1979 года, Ленинград, РСФСР, СССР) — советская артистка балета, балетный педагог и методист классического танца. Блокадница.

## Биография
Родилась в Санкт-Петербурге 3 (16) января 1906 года.
По окончании Петроградского хореографического училища (педагоги Ольга Преображенская, Агриппина Ваганова), с 1923 по 1937 год танцевала в театре им. Кирова.
Закончив артистическую карьеру, в 1937—1965 годах преподавала классический танец в родном балетном училище. В 1939 году окончила педагогические курсы, которые вела при нём Агриппина Ваганова.
В 1947—1955 годах была ассистентом профессора на отделении педагогов-хореографов Ленинградской консерватории.
В 1972 году издала методическое пособие «Сто уроков классического танца», выдержавшее множество переизданий и переведённое на несколько иностранных языков.
Скончалась в Ленинграде 27 сентября 1979 года.

## Ученицы Веры Костровицкой
- Марина Васильева (выпуск 1957 года)
- Габриэла Комлева (выпуск 1957 года)
- Леокадия Ашкеловичюте (выпуск 1959 года)

Также она определила потенциал приехавшего поступать в училище Рудольфа Нуреева и приняла его в школу на свой страх и риск.

## Сочинения
- Костровицкая В. Методика связующих движений. — Л.: Искусство, 1962.
- Костровицкая В., Писарев А. Школа классического танца. — Л.: Искусство, 1968. — 264 с. — 20 000 экз.
- Костровицкая В. 100 уроков классического танца. — Л.: Искусство, 1972. — 240 с. — 20 000 экз.
- Костровицкая В., Писарев А. Школа классического танца. — 2-е. — М.: Искусство, 1976. — 272 с. — 20 000 экз.
- Kostrovitskaia V., Pisarev A. School of classical dance / John Barker (перевод). — М., 1978.
- Костровицкая В. 100 уроков классического танца. — 2-е. — Л.: Искусство, 1981. — 262 с. — 25 000 экз.
- Костровицкая В., Писарев А. Школа классического танца. — 3-е. — М.: Искусство, 1986. — 262 с. — 15 000 экз.
- Костровицкая В. Лирические заметки // Балет : журнал. — М., 1995. — № 4—5.
- Kostrovitskaia V., Pisarev A. School of classical dance / John Barker (перевод). — Dance Books, 1995. — 487 с.
- Костровицкая В. 100 уроков классического танца. С 1 по 8 класс. — 3-е. — СПб.: Лань, Планета музыки, 2009. — 320 с. — (Учебники для вузов. Специальная литература). — 3000 экз. — ISBN 978-5-8114-0998-3.
- Костровицкая В. Классический танец. Слитные движения. Руки. — 3-е. — СПб.: Лань, Планета музыки, 2009. — 128 с. — (Учебники для вузов. Специальная литература). — 2000 экз. — ISBN 978-5-8114-1050-7.

## Семья
Муж — художник Соломон Моисеевич Гершов (1906—1989).